# Acqua & Sapone
Az Acqua & Sapone (UCI csapatkód: ASA) egy 2012-ben megszűnt olasz profi kerékpárcsapat. profi kontinentális besorolással rendelkezett.

## Keret (2012)
2012. január 7-dikei állapot:
|     | Név                | Születésnap                  |
| --- | ------------------ | ---------------------------- |
| COL | Carlos Betancourt  | 1989. október 13. (35 éves)  |
| ITA | Paolo Ciavatta     | 1984. november 6. (40 éves)  |
| ITA | Massimo Codol      | 1973. február 27. (52 éves)  |
| ITA | Claudio Corioni    | 1982. december 26. (42 éves) |
| ITA | Danilo Di Luca     | 1976. január 2. (49 éves)    |
| ITA | Francesco Di Paolo | 1982. április 18. (42 éves)  |
| ITA | Alessandro Donati  | 1979. május 8. (45 éves)     |
| ITA | Stefano Garzelli   | 1973. július 16. (51 éves)   |
| ITA | Francesco Ginanni  | 1985. október 6. (39 éves)   |

|     | Név                 | Születésnap                   |
| --- | ------------------- | ----------------------------- |
| ITA | Ruggero Marzoli     | 1976. április 2. (48 éves)    |
| ITA | Andrea Masciarelli  | 1982. szeptember 2. (42 éves) |
| ITA | Simone Masciarelli  | 1980. január 2. (45 éves)     |
| CRO | Vladimir Miholjević | 1974. január 18. (51 éves)    |
| ITA | Danilo Napolitano   | 1981. január 31. (44 éves)    |
| ITA | Alessandro Proni    | 1982. december 28. (42 éves)  |
| ITA | Francesco Reda      | 1982. november 19. (42 éves)  |
| ITA | Fabio Taborre       | 1985. június 5. (39 éves)     |

## Külső hivatkozások
Hivatalos oldal